# イタリア陸軍
イタリア陸軍（イタリア語: Esercito Italiano）は、イタリア軍の陸軍部隊。総司令部は首都ローマの市街地中心部に設置されており、近くには大統領官邸がある。

## 歴史
近代イタリア陸軍の歴史はイタリア統一に遡り、イタリアの母体となるサルデーニャ王国陸軍が独立に関わった武装組織や平定した国の陸軍を吸収して1861年3月4日イタリア王立陸軍を組織（初代陸軍大臣にはマンフレード・ファンティが任命されている）した。

### 普墺戦争・普仏戦争

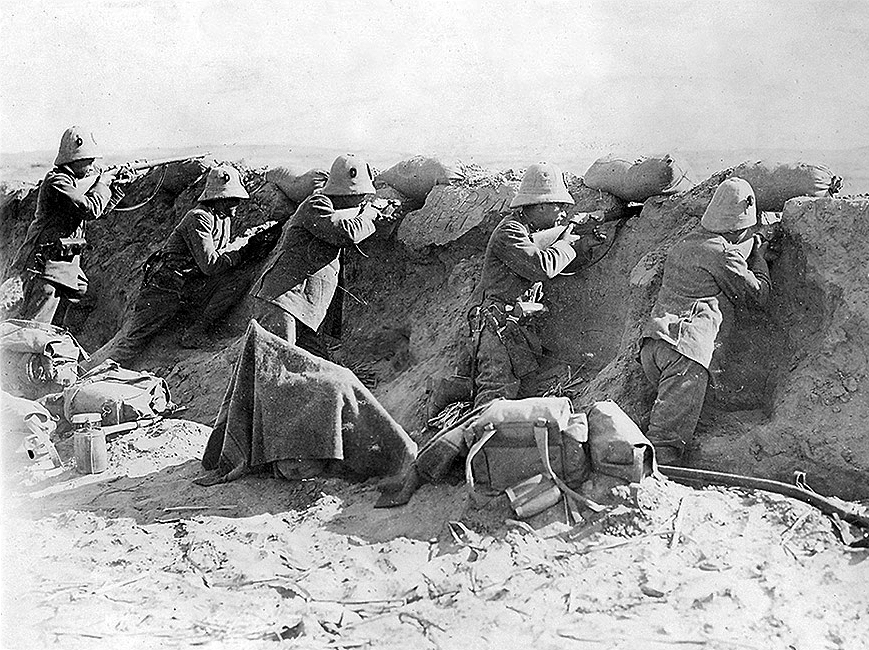
伊土戦争におけるイタリア陸軍兵

成立当時のイタリアには教皇領やヴェネツィア共和国など、イタリア人が多く住みながら統一イタリア王国の領土とはならなかった地域が存在した。イタリアはこれら未回収のイタリアを占領国から回収する事を陸軍の主命とし、普墺戦争ではプロイセン軍と同盟を結んでオーストリア軍と争った。経験不足の新興国のイタリアの軍隊はナポレオン戦争など戦争経験豊富な歴史がある老大国オーストリアの軍勢に苦戦を強いられるが、統一の英雄であるガリバルディのアルプス軍団の活躍やオーストリアがケーニヒグレーツの戦いでプロイセン軍に大敗を喫した事などに助けられ、辛くも勝利を収めた。講和条約でヴェネト地方を奪還したイタリアは次いで普仏戦争においてフランス軍の庇護を失った教皇領を手に収めローマに遷都し、統一運動に一応の終止符を打った。

### 植民地戦争
統一運動を一段落させたイタリア陸軍は新たな任務を植民地獲得へと定められる。植民地戦争の後発組であるイタリアが目をつけたのは東アフリカであった。1885年に東アフリカのエリトリア･ソマリランドを獲得、陸軍部隊を駐屯させた。更には唯一欧州列強の植民地化を逃れていたエチオピアに兵を進めるが、メネリク2世の下で高度な近代化に成功していたエチオピア軍を侮った事からアドワの戦いで敗れ、一時侵略の足を止めた。
1900年の義和団の乱では列強の一員として出兵し、その存在感を示した。
1911年には対立関係にあったオスマン帝国と開戦（伊土戦争）、10万の兵力と空軍･海軍部隊を有効に活用してオスマン軍に勝利した。

### 第一次世界大戦
欧州各国間の軋轢が強まる中、イタリアはドイツ･オーストリアと中央同盟を結成するが、未回収のイタリアの完全返還（オーストリア領土には南チロル、トリエステ、ダルマチアなどが残っていた）を巡っての交渉が決裂した事で同盟を離脱する。その後勃発した第一次世界大戦では当初は局外中立を表明して静観していたが、未回収のイタリアを割譲するとした秘密外交に乗る形で英仏側に立って参戦した。イタリア陸軍はアルプスの険しい山々でオーストリア陸軍と激しい山岳戦を演じた末、1916年にゴリツィアを占領する。しかしオーストリアの脱落を恐れたドイツが精鋭部隊を派遣、ドイツ軍が行使した浸透戦術（当時発案されたばかりの新戦術であった）に手痛い打撃を蒙り、窮地に立たされてしまう（カポレットの戦い）。これ以後イタリア陸軍は仏英軍の援軍を仰いで戦線を立て直すこととなり、戦争の趨勢が連合軍の勝利に帰着するまでを粘り強く耐え抜いた。
この戦争によってイタリアはトリエステや南チロルの回収に成功した（ただしフィウーメやダルマチアは併合できなかった）が、仏英の様に莫大な戦費を賠償金で賄う事が出来なかった為、戦勝国とは思えぬ経済危機に見舞われ街は失業者と復員兵で溢れ返った。こうした経済不安は後のファシズムの台頭を招く事になる。

### 戦間期

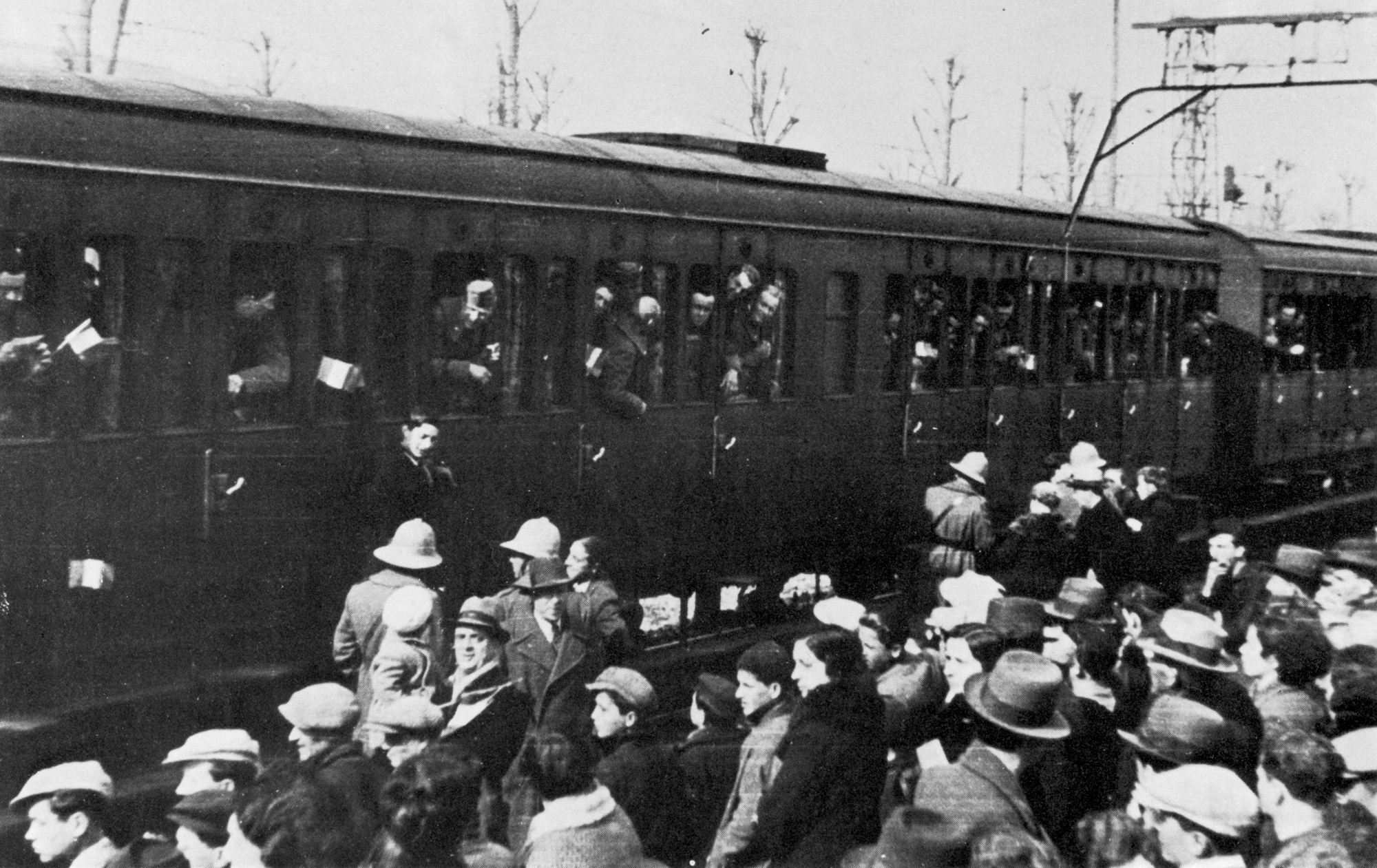
エチオピアに出征する兵士

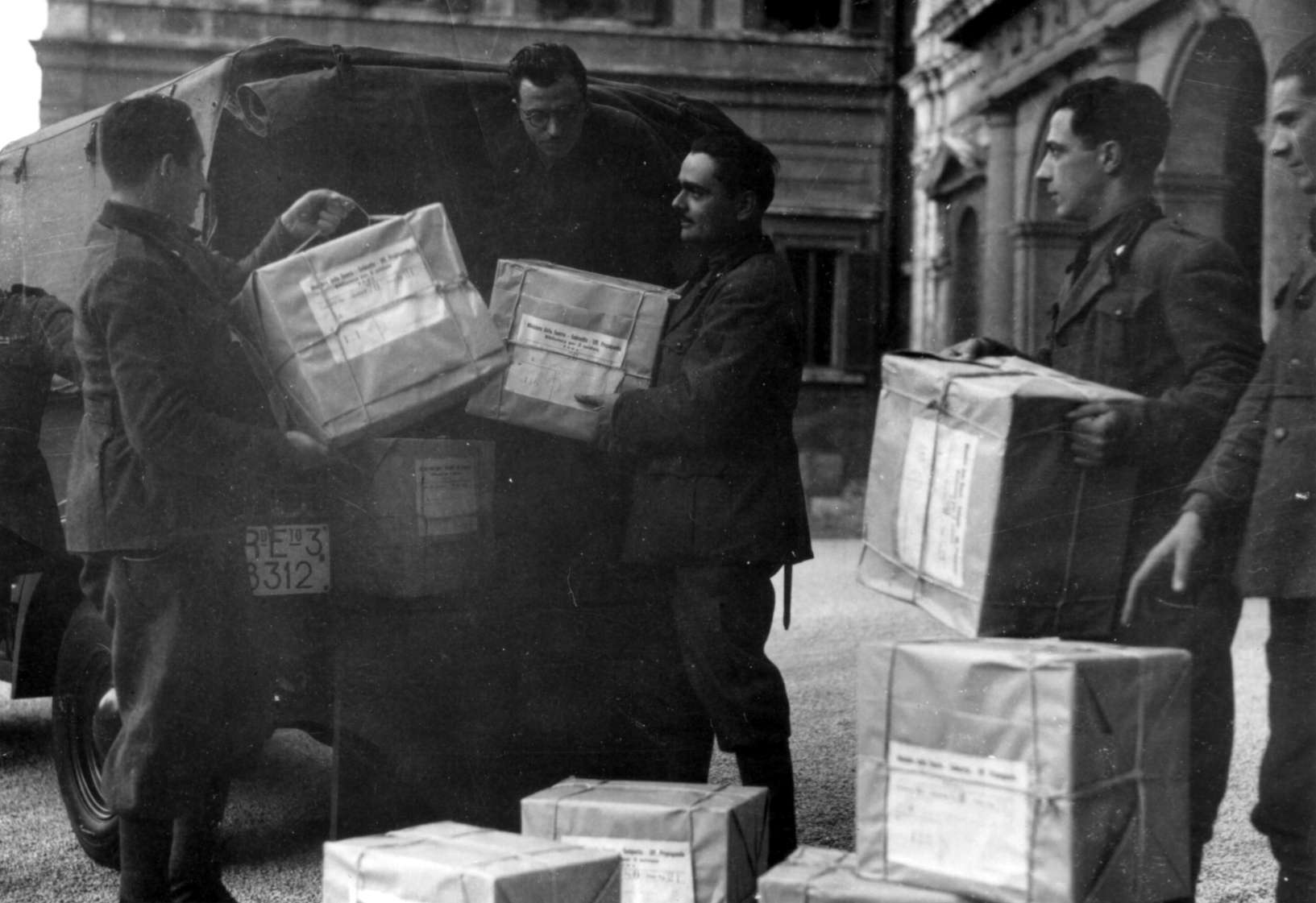
物資を輸送するイタリア陸軍兵（1941年、ローマ）

1923年、陸軍航空隊がイタリア空軍として独立する。
1922年、経済不安による社会主義勢力の台頭に危機感を抱いたイタリア国王はベニート・ムッソリーニのファシスト党に組閣を命令する。ムッソリーニは堅実かつ強権的な政策で犯罪率や失業率の低下を実現していくが、世界恐慌によって当初の計画が破綻してしまう。元々、議会政治を通じて民衆の確固たる支持を得た訳ではないファシスト党の政権基盤は脆く、ムッソリーニは国民の支持を繋ぎ止める為に積極的な対外政策を打ち出す様になる。
しかし第一次世界大戦の時点ですでに工業力の不足から軍装備の旧式化が始まっており、経済不安がそれに追い討ちを掛けた。取り分け陸軍はその最たる状況に置かれ、野砲の中には統一戦争時の物が散見され、小銃もまた骨董品じみた古い年式の物が用いられ、シャツや軍服などの日用品にも事欠いていた。兵員面でも定員割れにより充足率が7割を切っている師団が過半に達し、陸戦の新たなる主役である戦車部隊は脆弱な豆戦車と軽戦車が大半を占めていた。当時のファヴァグロッサ軍需大臣は、全国力を軍備に注いだとしても、大規模な戦争を行えるだけの軍備を整えるのに1949年まではかかり、場合によっては1959年まで掛かると報告している。また資源や食料を輸入に頼るイタリアはアメリカやイギリスなどとの貿易を生命線としていて、強硬な対外政策によってそれらの国々と対立する事は資源（特に石油）の枯渇を意味していた。ドイツや日本は近隣の資源地帯を押さえる事でこうした点を解消したが、イタリア近郊にはそのような手ごろな資源地域も存在しなかった。
軍や政府の高官は再三に亘って再考を打診したが、ムッソリーニは反対を押し切って無謀な対外戦争を引き起こしていく事になる。
1935年に再度エチオピアの植民地化を狙ったイタリアはエチオピアへ侵攻を開始、1936年に陸軍が現地の傭兵隊と共に首都を占領して全土を征服する（第二次エチオピア戦争）と、それまでのイタリア領ソマリランド、エリトリアそしてエチオピアと合わせイタリア領東アフリカを形成する（なお、イタリア軍はこの戦争で当時国際法で使用が禁じられていた毒ガスを使用している）。しかし植民地としての旨みは少なく、植民活動も低調であった。
エチオピア侵攻に際し、ムッソリーニは友好関係にあったイギリスとフランスを中心に用意周到な外交的根回しを行っていたが、結局は国際連盟によって経済制裁を受けてしまう。もっともその内容は石油などの重要資源は外されており致命的な物ではなかった様である。しかしながら、この行為を裏切りであると憤慨したムッソリーニは国際連盟を離脱、（当初は英仏と共に対立していた）アドルフ・ヒトラー率いるナチス・ドイツと接近し、スペイン内戦に介入する。この戦いでは主に空軍や海軍が活躍を見せるが、これもまた徒に外交的孤立と国力浪費を招くだけに終わり、英仏との対立は資源を輸入に依存するイタリア国軍に深刻な問題を付与する事に繋がった。
第二次世界大戦開戦直前の1939年4月、イタリアはアルバニアに陸軍を進めて占領する（イタリアのアルバニア侵攻）。

### 第二次世界大戦
1939年9月1日、ドイツがポーランドに侵攻し、第二次世界大戦が勃発。イタリアはドイツと友好関係にあったにもかかわらず当初は局外中立を宣言し、事の成り行きを静観していた。そして翌1940年、ドイツがフランスへ侵攻すると、鋼鉄協約や独伊防共条約など対英仏・対ソで一致していたイタリアの参戦が予想された。しかし、戦争が第一次世界大戦と同じ様相を見せると考えた軍の反対で、ここでも当初はイタリアは傍観に徹していた。だが、フランス軍がドイツ軍に予想以上の惨敗を喫して一ヶ月という短期間で北仏を喪失すると、戦後を見据えて不利な立場になる事を恐れたムッソリーニ政権は参戦を宣言して、陸軍に攻撃を命じた。
突然の参戦は軍にとって寝耳に水であり、宣戦布告が行われてから大急ぎで行軍準備が行われたが、兵員も物資も十分に揃えられなかった。もっともムッソリーニら政府閣僚は明確な軍事的目標を設定しておらず、発言などからも建前上としての参戦と考えていた向きが見られる。6月21日、西方軍集団が南仏へ進軍を開始、ニース・サヴォアの奪還が一応の目標として掲げられ、沿岸部を進む部隊が22日にプロヴァンス地方にあるマントンを占領した。しかし山岳地帯を進む部隊は冬季装備の欠乏に苦しみ、沿岸部隊も伊仏国境のマジノ線（アルパイン・ライン）に到達すると攻撃は捗らなくなった。
6月21日、フランス降伏によってイタリアは占領していたマントンを割譲された他、ニース・サヴォアを中心とする伊仏国境にイタリア南仏進駐領を形成した。南仏進駐領には大戦後半の1943年にコルシカが新たに含められ、フランス内の「未回収のイタリア」の実質的な統合が果たされた。

#### アフリカの戦い
1940年9月、東アフリカ戦線への援護、及び対英戦を主目標に掲げていたドイツの要請により、ムッソリーニは、イタリア領リビアに駐留するイタリア陸軍に対し、伊領リビアと接するエジプト王国（建前上は独立国であったが元英国保護領でもあり英軍が駐留していた）への侵攻を命令した。ドイツ側からの要請という事もあり、ヒトラーからは独伊両軍による遠征が提案されていたが、ムッソリーニはこれを拒絶しイタリア単独でのエジプト遠征を計画した。
ムッソリーニの決断の根拠はリビア方面軍の数的優位であったが、実態としては機械化されていない徒歩歩兵と脆弱な戦車部隊しか持たず、イタロ・バルボ元帥、ロドルフォ・グラツィアーニ元帥ら現地司令官は単独での英軍への勝算はないと通告している。しかしムッソリーニは強権を発動してグラツィアーニに強制的に進軍を命令、4個軍団からなる遠征軍が国境から100km以上の地点まで進出した。だが程なく司令官達の危惧通り英軍は機動戦による反撃を開始、徒歩移動で難渋する遠征軍は組織だった抵抗ができず、包囲殲滅の憂き目を見る事になった。
ムッソリーニが考えを改めてヒトラーからの提案を遅れて受け入れると、エルウィン・ロンメル元帥を指揮官とするドイツの援軍が到来した。イタリア陸軍も、新たに開発された突撃砲や中戦車で補強された第185空挺師団「フォルゴーレ」・第132装甲旅団「アリエテ」などの精鋭部隊が雪辱に向けて奮戦、第二次エル・アラメイン会戦でチャーチルから「獅子の如き勇戦」と賞賛される戦いを見せた。最終的には物量で反撃に転じた連合軍に押し切られ敗北するが、北アフリカの枢軸軍が降伏した後もイタリア陸軍の残党兵はゲリラ兵化して、連合軍の飛行場を破壊するなど活動を続けている。
同じアフリカに位置する東アフリカ戦線では、第3代アオスタ公爵アメデーオ率いるイタリア兵の守備隊が各地を転戦しながら激しい抵抗を続け（ケレンの戦い en:Battle of Keren）、戦史家コートマン・マッケンジーは「『ドイツ軍の落下傘兵』と『ビルマ戦線の日本兵』と共に、『カレンのイタリア兵』はイギリス兵を怯えさせた相手だった」と評している。

#### バルカン戦線 (第二次世界大戦)
1940年10月、英軍は、イタリアの属国であるアルバニアへの侵攻を企図していたが、イタリアはその機先を制する形で逆にアルバニアからギリシャへの侵攻を開始（ギリシャ・イタリア戦争）、属国アルバニアの軍と共にエピロスのピンドス山脈北部を占領下に置いた。この地域は大アルバニア主義と結びつく地域でもあり、アルバニア兵の奮戦も期待されていた。だが過度にギリシャ軍の戦力と冬のピンドス山脈の寒さを侮った事から進軍は捗らず、ギリシャ軍の反撃やアルバニア兵の脱走・ゲリラ兵化により占領地域を放棄してアルバニア南部へ後退する屈辱を味わわされた。戦局は泥沼化し、英軍が支援軍を送ると形勢不利が決定的となった。
しかしユーゴスラビアの反独クーデターを契機にしてドイツ軍がバルカン全土の掌握を計画すると情勢が変化する。イタリア陸軍はドイツ軍の要請に応じて、イタリア本土から数個師団を進軍させた。今度の戦いではイタリア陸軍は必要な戦果を得る事ができ、ユーゴスラビア軍の守備隊を撃破して数万名を捕虜とした。この功績からドイツ軍との戦後分割交渉で占領地の「未回収」領のモンテネグロを割譲されモンテネグロ王国を樹立、またクロアチア独立国にイタリア王族を国王トミスラヴ2世として立てて影響下に置いた。ドイツ軍はバルカン半島掌握に向けてギリシャ戦線への介入も決断、この助力によってどうにかギリシャ占領も果たされ、地中海沿岸部の大部分を獲得した。
この戦いはしばしばドイツ軍の対ソ戦争計画を遅らせ、敗北の遠因となったと複数の戦史家によって主張される。しかしこの仮説については疑いの余地が持たれる推論であり、当事者の一人である所のイギリス政府でも激しい議論が行われた。1952年、イギリス政府は「バルカン戦線とバルバロッサ作戦の延滞に関連は見られない」と結論している。また当時の英国内ではむしろギリシャ救援を失策と見る向きすらあった。対ソ戦をドイツを除く枢軸・連合国全てが予想しない中、東地中海沿岸を失う事はイギリス中東軍に多大な危機感を与えたのである。

#### ロシア遠征
1941年6月に独ソ戦が始まると他の枢軸国と共に援軍の派遣を決定する。イタリア陸軍は数少ない機械化された2個師団と1個快速師団からなるイタリア･ロシア派遣軍 (CSIR) を組織、7月11日に来援した同派遣軍はジョヴァンニ・メッセの元でソ連軍第9軍の前線部隊を撃破したのを皮切りに多くの作戦で武勲を挙げ、ペトロフカでソ連軍1個軍団を包囲殲滅して1万3000名の捕虜を取るなど活躍を見せる。その後も進軍を続けるCSIR軍は11月にソ連軍が反攻に転じると他の枢軸軍同様、一旦は占領地の防御に目標を切り替えるも補給を得て進軍を再開する。出血を強いられながら前進を続けるイタリア陸軍は多くの捕虜と幾つかの街を得るが、ドニエプル川とドネツ川の間で攻勢限界点に達して進軍を停止する。
1942年からはイタリア陸軍はドイツ軍参謀本部の要請を受けて増援の派遣を決定、イータロ・ガリボルディ将軍が指揮する複数の山岳師団や歩兵師団･アルピーニ師団が新たに合流しCSIR軍はイタリア･ロシア戦線軍 (ARMIR) に改称される。同戦線軍はブラウ作戦に参加し、ソ連軍の抵抗を排しながらドイツ軍のB軍集団やハンガリー軍やルーマニア軍と共にドン川流域に進出した。この際、第3竜騎兵連隊「サヴォイア」がソ連軍に騎兵突撃を成功させているが、これは欧州における最後の騎兵突撃である。しかしドイツ軍はスターリングラードの占領に固執する中でドン河流域の戦力を引き抜いていき、これを好機としたソ連軍は、脆弱な対戦車火器しか持たない枢軸同盟軍陣地に狙いを絞った「天王星作戦」によって攻勢に転じた。イタリア軍とハンガリー軍は何とかこの攻勢を凌いだものの、ルーマニア軍は、作戦開始から1日で、殺到するT-34と歩兵の前に総崩れになり、スターリングラードの独軍はソ連軍の包囲下に置かれた。
ソ連軍は更にA軍集団全体を包囲する攻勢作戦「小土星作戦」を発動、イタリア陸軍は戦車部隊の猛攻を数度に亘って撃退したがやがて突破され、壊滅的な損害を受けた。残存部隊は包囲を試みるソ連軍を抑えようと抵抗したが適わず、雪山に陣取っていた山岳部隊を残してドネツ河まで後退した。残された山岳部隊は年明けまで地の利を生かしてソ連軍の攻勢を退け続け、ドイツ軍の官報で賞賛される程の活躍を見せた（ニコラエフカの戦い en:Battle of Nikolayevka）。後に独第6軍が降伏を始めたのに前後してソ連軍の追撃を凌ぎながら他の枢軸軍とベルゴロドへ退却した。3万名にまで戦力を磨り減らしていた戦域軍は本国に補充戦力を求めたが、イタリア本土防衛が迫っていた事からムッソリーニは帰還命令を出し戦域軍は解散された。

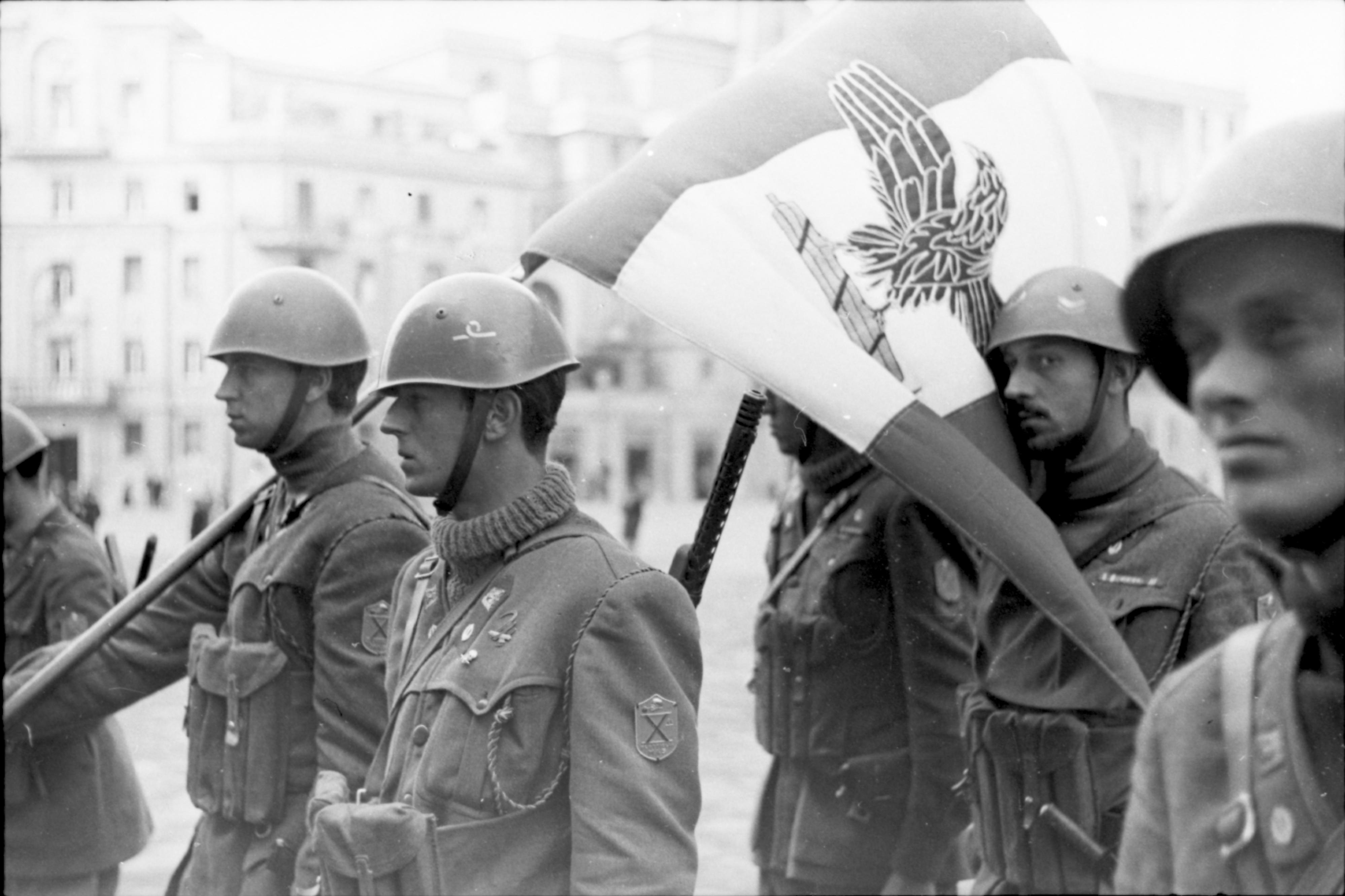
軍旗と共に行進するRSI軍兵士

イタリア兵の多くは置かれた状況を鑑みれば十分な義務を果たしたが、戦略的な要素からそれを戦局の好転に結びつける事は最後まで適わなかった。シチリアに連合軍が上陸した時点で既にイタリア陸軍は満身創痍で、組織的な抵抗は急速に終焉へと向かっていった。

#### 本土決戦
1943年には本土を望んだ連合軍の上陸が開始され（ハスキー作戦）、国内に厭戦感情が蔓延し戦力も使い果たしていたイタリア陸軍は最早それを押さえる術を持たなかった。それでも一部の部隊が一矢報いる戦果をあげるが、大局を変えるには至らず、最終的には国王と王党派の策謀でムッソリーニは失脚しバドリオ政権が成立する。
バドリオは国王の意を受けて連合国に降伏するが、それを許さないドイツ軍が北中部を占領、ムッソリーニを首班とするイタリア社会共和国 (RSI)を建国させる。イタリア陸軍はそれぞれの政治的心情に基づいてファシスト派（RSI軍）と王党派（王国軍）に分かれて戦った。特にイタリア社会共和国軍は雑然とした装備ながら各所で勇戦し、ドイツ降伏とムッソリーニの処刑まで抵抗を続けた。

### 冷戦期

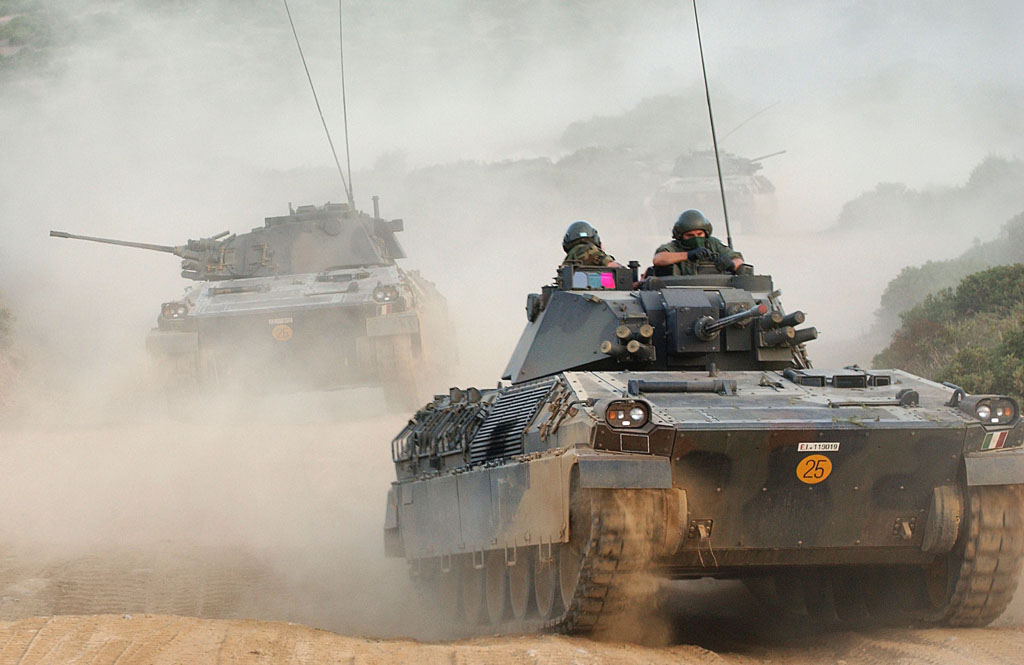
疾走するダルド歩兵戦闘車

冷戦期は西側諸国の一員として東側諸国の攻撃に備えた。

### 現代
現在では多くの国際紛争にアメリカ側、国連軍或いはNATOの一員として支援部隊等を派遣している。派遣先としてはレバノン内戦（1982年）、ナミビア（1989年）、アルバニアとクルディスタン（1991年）、ソマリア内戦（1992年）、モザンビーク（1993年）、ボスニア・ヘルツェゴビナ紛争（1995年）、東ティモールとコソボ紛争（1999年）、コンゴ民主共和国（2001年）、アフガニスタン紛争)（2002年）、イラク戦争とダルフール紛争及び国際連合レバノン暫定駐留軍（2003年）などである。さらに各国駐在のイタリア大使館の警備にも従事している。
第一次から第二次大戦まで一貫して乏しい工業力故の物資・装備の不足に悩まされたイタリア陸軍だが、現代では戦後に勃興した工業地帯の工業力を活用して数多くの重装備を獲得する事に成功した。空軍・海軍と同じく装備の国産化にも熱心で、1995年に開発された主力戦車C1アリエテは良好な性能を示している。また対ソ戦で名を馳せたアルピーニ部隊は今日でも陸軍の要としてアフガニスタンやイラクで米英軍の治安維持を助けている。

## 参加戦争

### 近代
- リソルジメント（イタリア統一）
- 1866年の戦い（ヴェネツィア解放）
- 普仏戦争（ローマ遷都）
- 第一次エチオピア戦争（敗北）
- 伊土戦争（リビア獲得）
- 第一次世界大戦（南チロル・イストリア獲得）
- スペイン内戦（フランコ政権成立）
- 第二次エチオピア戦争（エチオピア併合）
- アルバニア戦争（アルバニア併合）
- 第二次世界大戦（敗北・共和制移行）

### 現代
- アフガニスタン紛争
- イラク戦争
- 対テロ戦争

## 組織
2007年現在現役兵約110,000人、予備役約33,500人が所属。

## 現在の編制

### COMALP
- トリデンティーナ師団司令部
- タウリネンセ山岳旅団
  - 第2山岳兵連隊
  - 第3山岳兵連隊
  - 第9山岳兵連隊
  - 第1騎兵連隊
  - 第1山岳砲兵連隊
  - 第32山岳工兵連隊
- ユリア山岳旅団
  - 第5山岳兵連隊
  - 第7山岳兵連隊
  - 第8山岳兵連隊
  - 第3山岳砲兵連隊
  - 第2山岳工兵連隊

### COMFOP Nord
- フリウーリ師団司令部
- フォルゴーレ空挺旅団
  - 第9落下傘強襲連隊
  - 第183落下傘連隊
  - 第186落下傘連隊
  - 第187落下傘連隊
  - 第185落下傘連隊
  - 第8落下傘工兵連隊
- フリウーリ航空急襲旅団
  - 第3騎兵連隊
  - 第66航空強襲歩兵連隊
  - 第5陸軍航空急襲連隊
  - 第7陸軍航空急襲連隊
- ポッツオーロ・デル・フリウーリ騎兵旅団
  - 第2騎兵連隊
  - 第4騎兵連隊
  - 第5騎兵連隊
  - 海兵連隊
  - 砲兵連隊
  - 第3工兵連隊
- アリエテ機甲旅団
  - 第4戦車連隊
  - 第32戦車連隊
  - 第132戦車連隊
  - 第3ベルサリエーリ連隊
  - 第11ベルサリエーリ連隊
  - 第132砲兵連隊
  - 第10工兵連隊

### COMFOP Sud
- アックイ師団司令部
- グラナティエーリ・ディ・サルデーニャ機械化旅団
  - 第1機械化歩兵連隊
  - 第2機械化歩兵連隊
  - 第8騎兵連隊
  - 第33砲兵連隊
- ガリバルディ機械化旅団
  - 第131戦車連隊
  - 第19騎兵連隊
  - 第1ベルサリエーリ連隊
  - 第8ベルサリエーリ連隊
  - 第8砲兵連隊
  - 第12工兵連隊
- サッサリ機械化旅団
  - 第151歩兵連隊
  - 第152歩兵連隊
  - 第5工兵連隊
- ピネローロ機械化旅団
  - 第31戦車連隊
  - 第7ベルサリエーリ連隊
  - 第9歩兵連隊
  - 第82歩兵連隊
  - 第21砲兵連隊
  - 第11工兵連隊
- アオスタ機械化旅団
  - 第6騎兵連隊
  - 第6ベルサリエーリ連隊
  - 第5歩兵連隊
  - 第62歩兵連隊
  - 第24砲兵連隊
  - 第4工兵連隊

### その他
- 防空旅団
  - 第4防空連隊
  - 第5防空連隊
  - 第17防空連隊
  - 第121防空連隊

- 野戦砲旅団
  - 第2山岳砲兵連隊
  - 第5ロケット砲連隊
  - 第7NBC防衛連隊
  - 第28公共関連連隊
  - 第52砲兵連隊

## 階級
| NATO階級符号 | 階級章 | 階級                                              | 階級         |
| NATO階級符号 | 階級章 | イタリア語                                        | 日本語       |
| ------------ | ------ | ------------------------------------------------- | ------------ |
| OR-1         |        | Soldato                                           | 二等兵       |
| OR-2         |        | Caporale                                          | 一等兵       |
| OR-3         |        | Caporal Maggiore                                  | 上等兵       |
| OR-4         |        | Primo caporale maggiore                           | 上級上等兵   |
| OR-4         |        | Caporale maggiore scelto                          | 選抜上等兵   |
| OR-4         |        | Caporale maggiore capo                            | 伍長         |
| OR-4         |        | Caporale maggiore capo scelto                     | 上級伍長     |
| OR-4         |        | Caporale maggiore capo scelto q.s.                | 特任上級伍長 |
| OR-5         |        | Sergente                                          | 三等軍曹     |
| OR-6         |        | Sergente Maggiore                                 | 二等軍曹     |
| OR-7         |        | Sergente Maggiore Capo                            | 一等軍曹     |
| OR-7         |        | Sergente maggiore capo q.s.                       | 特任一等軍曹 |
| OR-8         |        | Maresciallo                                       | 曹長         |
| OR-8         |        | Maresciallo ordinario                             | 先任曹長     |
| OR-8         |        | Maresciallo capo                                  | 上級曹長     |
| OR-9         |        | Primo maresciallo                                 | 最上級曹長   |
| OR-9         |        | Luogotenente                                      | 准尉         |
| OR-9         |        | Primo luogotenente q.s.                           | 特任准尉     |
| OF-D         |        | Allievo Ufficiale                                 | 士官候補生   |
| OF-1         |        | Sottotenente                                      | 少尉         |
| OF-1         |        | Tenente                                           | 中尉         |
| OF-2         |        | Capitano                                          | 大尉         |
| OF-2         |        | Primo capitano                                    | 上級大尉     |
| OF-3         |        | Maggiore                                          | 少佐         |
| OF-4         |        | Tenente Colonnello                                | 中佐         |
| OF-5         |        | Colonnello                                        | 大佐         |
| OF-6         |        | Generale di Brigata                               | 准将         |
| OF-7         |        | Generale di Divisione                             | 少将         |
| OF-8         |        | Generale di Corpo d'Armata                        | 中将         |
| OF-9         |        | Generale di Corpo d'Armata con Incarichi Speciali | 特任中将     |
| OF-10        |        | Generale                                          | 大将         |

## イタリア陸軍の装備品
イタリア陸軍の装備品はイタリア陸軍の装備品一覧を参照

## 兵器
西側諸国の一員として、それらの国で開発された兵器も多く所有するが、独自開発の兵器(アリエテ戦車、チェンタウロ戦闘偵察車)も運用する。歩兵のピストルや小銃は自国のベレッタ社製のものを使用している。

## 将軍
- ルイージ・カドルナ 第一次世界大戦前半の総指揮官
- アルマンド・ディアズ 第一次世界大戦後半の総指揮官
- アオスタ公フィリベルト・ディ・サヴォイア 第一次世界大戦時の軍指揮官
- ピエトロ・バドリオ 第二次世界大戦開戦前後の参謀総長 ムッソリーニ失脚後は王国政府首相
- ロドルフォ・グラツィアーニ RSI軍総指揮官
- ジョヴァンニ・メッセ イタリア・ロシア派遣軍総司令官
- ユニオ・ヴァレリオ・ボルゲーゼ RSI軍デチマ･マス師団指揮官